# Jamesbrittenia silenoides
Jamesbrittenia silenoides là một loài thực vật có hoa trong họ Huyền sâm. Loài này được (Hilliard) Hilliard mô tả khoa học đầu tiên năm 1992.